# یواس‌اس بارنت (ای‌پی‌ای-۵)
یواس‌اس بارنت (ای‌پی‌ای-۵) (به انگلیسی: USS Barnett (APA-5)) یک کشتی بود که طول آن 486 ft 6 in بود. این کشتی در سال ۱۹۲۸ ساخته شد.